# Mont-Saint-Éloi
Mont-Saint-Éloi ist eine französische Gemeinde mit 1023 Einwohnern (Stand 1. Januar 2022) im Département Pas-de-Calais in der Region Hauts-de-France.

## Geographie
Mont-Saint-Éloi liegt 11 km nordwestlich von Arras an der D341, die Arras und Boulogne-sur-Mer verbindet. Die Gemeinde besteht aus den Ortschaften Mont-Saint-Éloi, Écoivres und Bray.

## Geschichte
Die beiden Klostertürme dienten seit 1914 französischen Truppen als Beobachtungsposten.
Beschuss brachte 1915 die obersten Etagen zum Einsturz.
Der Generalrat von Pas-de-Calais kaufte sie im Jahre 2004 und ließ sie befestigen, um sie als Mahnmal zu erhalten.
Ab März 1916 lieferten sich alliierte Truppen im Norden von Arras blutige und endlose Abnutzungsschlachten und Grabenkrieg mit den Deutschen (siehe Erster Weltkrieg#Kriegsjahr 1916).
Der Militärfriedhof des Dörfchens Écoivres am Fuße des Hügels von Mont-Saint-Éloi wurde von den Franzosen als Erweiterung des Gemeindefriedhofes errichtet, um ihre toten Soldaten zu begraben. Die Briten vergrößerten den Friedhof erneut. Heute liegen hier neben 786 getöteten Franzosen auch 891 Briten und 828 Kanadier, die während der Rückeroberung von Vimy im April und Mai 1917 fielen (Schlacht von Arras (1917)).

## Sehenswürdigkeiten
- In der Ortschaft Écoivres befinden sich Les Pierres Jumelles zwei Menhire, die seit 1889 als Monument historique eingetragen sind.
- In Mont-Saint-Éloi befindet sich die Ruine der Abtei Mont-Saint-Éloi in der Nähe des Soldatenfriedhofs. Sie ist seit 1921 ein Monument historique.[1]